# Neliopisthus mahombo
Neliopisthus mahombo là một loài tò vò trong họ Ichneumonidae.